# Taquicinina

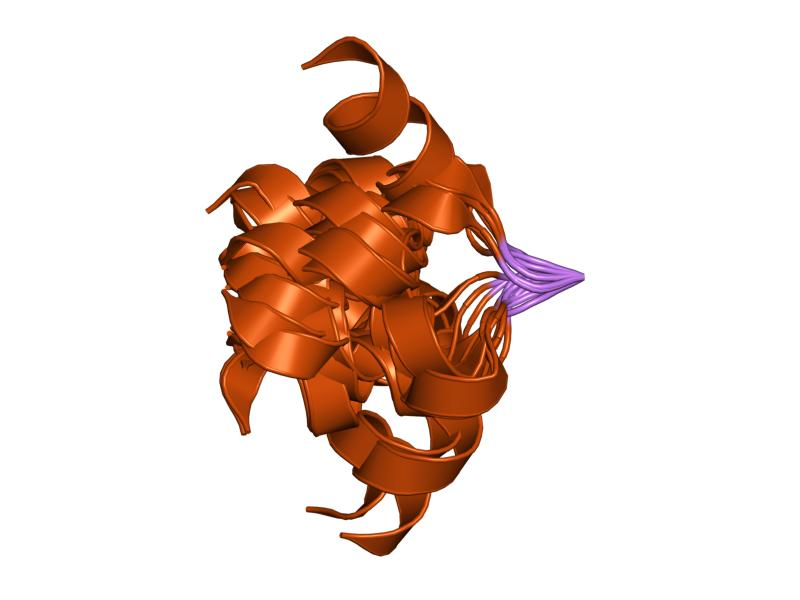
kassinina, una taquicinina.

Las taquicininas (o taquiquininas) son neuromoduladores conformados de aminoácidos de cadena corta que se encuentran en anfibios y mamíferos y que comparten la secuencia común de aminoácidos carboxilo terminal: Gli-Leu-Met-NH2. A finales de la década de 1990, también se descubrieron estos neuromoduladores en invertebrados y moluscos, como las ostras, aunque en estos últimos aún no se conoce la función de su señalización.
El nombre taquicinina sugiere la capacidad de estas moléculas para inducir rápidamente (tachys, rápido) una contracción de los músculos lisos (kineo, moverse). Actúan como neurotransmisores también

## Historia
En 1931, Ulf von Euler y John H. Gaddum caracterizaron una sustancia no identificada, en experimentación con conejo, capaz de inducir una contracción rápida del tejido intestinal a la que llamaron Preparación Estándar P; y que posteriormente bautizaron como substancia P (SP). La P viene de polvo, ya que en esa forma, seca, era más estable. La substancia P se mantuvo como el único miembro de la familia de las taquicininas de los mamíferos hasta la identificación de la neurocinina A (NKA) en 1983. Desde entonces se han aislado otras taquicininas de mamíferos: neuropéptido K (NPK), neuropéptido γ (NPγ), neurocinina B (NKB), endocininas y hemocininas.

## Importancia biomédica
Los estudios del patrón de distribución de las taquicininas muestran una expresión generalizada en los tejidos periféricos donde presentan diversos efectos, como la inducción de vasodilatación, hipotensión, hipertensión o contracción del músculo liso. En el sistema nervioso central, las tres taquicininas SP, NKA y NKB prominentes de mamíferos están ampliamente distribuidas con diferentes patrones de distribución.
Paralelamente al descubrimiento de nuevos péptidos de la familia de taquicininas de mamíferos, se han identificado tres tipos de receptores que pertenecen a la superfamilia de receptores acoplados a proteínas G (RAPG) que contienen siete dominios transmembrana. La activación de los receptores de las taquicininas conduce a una cascada de transducción, que a su vez activa, entre otras cosas, la fosfolipasa C, la liberación de Ca2+ intracelular y la estimulación de la liberación de neurotransmisores. También se conoce que las taquicininas tienen participación activa en la serie de eventos uterinos que ocurren alrededor de la implantación del embrión en las ratas hembras, y se estudia su participación en enfermedades como Parkinson, Alzheimer, depresión, artritis reumatoide, síndrome del intestino irritable y asma, así como en dolor crónico, infecciones, fibrosis y prurito.